# Langues koiarianes
Les langues koiarianes sont une famille de langues papoues parlées en Papouasie-Nouvelle-Guinée, dans l'arrière pays de Port Moresby.

## Classification
Les langues koiarianes sont rattachées à une famille hypothétique, les langues trans-Nouvelle Guinée. 

## Liste des langues
Selon Foley, les langues koiarianes sont:
- koita
- koiari
- koiari des montagnes
- barai
- ömie
- managalasi